# Altamira, Tamaulipas
Altamira är en ort i Mexiko.   Den ligger i kommunen Altamira och delstaten Tamaulipas, i den östra delen av landet, 400 km norr om huvudstaden Mexico City. Altamira ligger 14 meter över havet och antalet invånare är 54 954.
Terrängen runt Altamira är mycket platt. Runt Altamira är det ganska tätbefolkat, med 104 invånare per kvadratkilometer. Närmaste större samhälle är Tampico, 14,6 km sydost om Altamira. Trakten runt Altamira består till största delen av jordbruksmark.